# Ганнівка (зупинний пункт)
Га́ннівка — залізничний пасажирський зупинний пункт Знам'янської дирекції Одеської залізниці на лінії Олійникове — Колосівка. Відкритий у 1926 р.
Розташований в селі Новогригорівка Веселинівського району Миколаївської області між станціями Колосівка (15 км) та Веселинове (7 км).
На платформі зупиняються приміські поїзди.